# La Chute des tours
La Chute des tours (titre original : The Fall of the Towers est une trilogie de livres de science fantasy de l'écrivain afro-américain Samuel R. Delany.
Publiée pour la première fois sous forme omnibus en 1970 la trilogie est initialement publiée individuellement sous les titres Prisonniers de la flamme (Captives of the Flame, 1963), réécrit sous le titre Out of the Dead City en 1968), Les Tours de Toron (The Towers of Toron, 1964) et La Cité des mille soleils (City of a Thousand Suns, 1965). Les deux premiers livres ont été réécrits pour l'édition omnibus. Delany décrit l'étendue de la réécriture dans une note finale du texte en un seul volume.
Les histoires de la trilogie La Chute des tours se déroulaient à l'origine dans la même Terre post-holocauste que le roman Les Joyaux d'Aptor de Samuel Delany ; cependant, les références permettant de les relier ont été supprimées dans les éditions révisées ultérieurement.

## Table des matières de la version en langue anglaise
- Notes on Revision - essay by Samuel R. Delany
- Prologue - essay by Samuel R. Delany
- Out of the Dead City (1966) (aka Captives of the Flame, 1963)
- The Towers of Toron (1964)
- City of a Thousand Suns (1965)
- Epilogue (1964) - essay by Samuel R. Delany
- Afterword (1964) - essay by Samuel R. Delany